# Rudy Vonk
Rudy Vonk (13 mei 1974) is een Nederlandse voetbaltrainer en voormalig voetballer. Rudy Vonk is de huidige trainer van 4de klasser VV Etten in het seizoen 2010-2011. Voorheen was hij assistent coach van 3de klasser Concordia Wehl.
Vonk speelde op 18 november 1995 eenmaal in het eerste elftal van De Graafschap als invaller voor Raymond Victoria in de met 8-0 verloren wedstrijd tegen PSV.

## Clubs als speler
- De Graafschap
- SV Concordia-Wehl